# 北海道拓殖鉄道補助に関する法律
北海道拓殖鉄道補助ニ関スル法律（ほっかいどうてつどうほじょにかんするほうりつ、大正9年8月7日法律第56号）は、北海道の拓殖促進に効果を認められた地方鉄道と軌道に対し、北海道庁が北海道拓殖費より補助を行って経営を助けることに関する日本の法律である。
1920年（大正9年）8月7日に公布され、北海道内の多くの地方鉄道や私鉄が補助の対象となった。1953年（昭和28年）8月5日の地方鉄道軌道整備法公布により廃止された。

## 概要
北海道の拓殖促進に効果があると認められた地方鉄道と軌道に対して補助金を支給して経営を助け、道路や国有鉄道の補助的役割を持たせようとするものである。
当時、鉄道院では軽便鉄道補助法の後身である地方鉄道補助法に基づいて、年間の益金が建設費の5%に満たない私設鉄道に対して不足額を補給していた。北海道拓殖鉄道補助」ではこれに加えて更に2%を北海道拓殖費より支給して最大で7%を補助することとし、さらに私設鉄道だけでなく軌道に対しても同様に最大7%の補助を行うこととした。また、本法に基づく補助の年限は、5年間とした（時限立法）。
本法に基づく勅令として、北海道ニ於テ経営スル地方鉄道及軌道ノ補助ニ関スル件（大正11年4月10日勅令第197号）官報1922年04月10日が制定され、1922年（大正11年）4月10日に公布された。同勅令附則の規定によって、本法施行の日を含む営業年度分から施行された。また、同勅令を施行するために、北海道拓殖促進ノ為必要アリト認ムル地方鉄道及軌道ノ補助施行ニ関スル件（大正11年4月10日内務省令第8号）官報1922年04月10日も制定され、同勅令と同日に公布された。
本法は、1920年（大正9年）8月以後の営業年度に遡って施行されることになったが、この間に行われた地方鉄道補助法改正（益金を合わせ最大7%とする）に合わせ、私設鉄道に対しては最大7%および損失に対して最大1%を拓殖費より支給、軌道に対しては益金が建設費の8%に満たない場合に、その不足額を支給することになった。年限についても1924年（大正13年）に10年間に延長した。
1927年（昭和2年）より始まる第二期北海道拓殖計画では、私設鉄道・軌道共、補助率を最大8%に増加した上で、欠損金がある場合はその1%を補助し、本法に基づく補助の年限を15年間に延長するなど手厚いものとなった。
さらに、1937年（昭和12年）には、本法に基づく補助の年限を延長し、政府は必要があると認めるときはさらに5年以内に限り期間を延長することができることとした。本改正規定に基づき新設された条項は、1941年（昭和16年）に、「5年以内」から「10年以内」へとさらに改正された。
本法律が適用された私設鉄道・軌道は、公布当初は苫小牧軽便鉄道、美唄鉄道、定山渓鉄道、寿都鉄道の4鉄道に過ぎなかったが、開拓の進展に伴って建設された北海道鉄道、日高拓殖鉄道、十勝鉄道、河西鉄道、釧路臨港鉄道、夕張鉄道、渡島海岸鉄道、洞爺湖電気鉄道、胆振鉄道、北海道拓殖鉄道、留萠鉄道、北見鉄道、天塩鉄道、胆振縦貫鉄道、士別軌道、早来軌道、沙流軌道、軽石軌道、旭川電気軌道、江当軌道、大沼電鉄、根室拓殖鉄道、余市臨港軌道が補助を受けた。
一方で、都市近郊路線である札幌軌道や札幌温泉電気軌道、事業規模の極めて小さい湧別軌道などは拓殖促進に該当しないとして補助の対象とならなかった。
なお、1953年（昭和28年）8月5日公布の鉄道軌道整備法により、この法律は地方鉄道補助法と共に廃止された。

## 条文
北海道拓殖鉄道補助ニ関スル法律（大正9年8月6日 法律第五十六号）